# Vote for Hong Kong
Vote for Hong Kong（縮寫：V4HK）是一個因應2024年英國大選成立的組織，於2023年10月23日在英國國會舉行啟動儀式，邀得保守黨、工黨、自民黨國會議員，以及上議院議員為活動造勢。
組織沒有政黨傾向，不推薦特定候選人或政黨。計劃旨在提升選舉透明度，使港胞選民得以了解候選人和政黨就外交議題的立場。

## 背景
因應中國政府於2020年在香港實施港區國安法，英國政府在宣布推出英國國民（海外）（BN（O））簽證計畫，讓持有英國國民海外護照者移居至英國，截止2024年7月有超過十八萬合資格港人移居英國。 持有英國國民（海外）護照者與英聯邦國家的公民一樣有資格在英國選舉中投票。
據香港監察一份研究表示，這批移居英國的港人有機會在十多個英國國會議席成為關鍵少數，左右選舉結果。故此，一群在英港人發起了V4HK，以「一票在手，以民主撐民主」作口號，組織致力匯聚在英港僑聲音，借大選機會向不同黨派的參選者表達港僑心聲。

### 成立目的[14]
- 推動英國政界持續關注受在英港人留意嘅事務; 
- 梳理在英港人在外交政策外，更為廣泛嘅政治訴求； 

- 加強在英港人社群行動力，凝聚英國港人公民社會組織，從而推動港人參與英國社會。

## 選舉承諾/聲明 Pledge
Vote4HK在大選初期在網上發起活動。呼籲港僑向當區參選人發出邀請信，邀請參選人簽署承諾選舉，保證當選後保障在英港僑權益。

### 選舉承諾樣式
組織在社交媒體發放文件樣式
I pledge to support Hongkongers
- in their pursuit of freedom and democracy;
- in their settlement and integration in the UK, including the existing BN(O) visa programme and support for Hongkonger asylum seekers facing political repression, and;

- in the exercise of their civic rights and freedoms, free from repression, in Britain.

### 成果
活動成功得到超過44個選區及57位候選人回應。

## 選舉論壇
V4HK同樣在選舉的期間，在全國多地聯同當區不同港僑組織，舉行多場論壇，為港胞提供一個平台向各黨派參選人表達意見。

## 成員
- Sean Chan Democracy for Hong Kong
- Jason Chao （英國港僑協會董事之一）
- Richard Choi
- Chris Kwok
- Artie Lam
- 劉珈汶
- 李永達
- Ian Ng

## 資料來源
1. ↑  Quach, Georgina. . Financial Times. 2023-11-10  [2024-07-19]. （原始内容存档于2024-07-17）.
2. ↑  . 2024-07-05  [2024-07-19]. （原始内容存档于2024-10-11） （中文（臺灣））.
3. ↑  《追新聞》記者. . 追新聞. 2023-10-24  [2024-07-19]. （原始内容存档于2024-09-09） （中文（臺灣））.
4. ↑  . Hong Kong Watch. 2023-08-24  [2024-07-20]. （原始内容存档于2024-07-26） （英国英语）.
5. ↑  . GOV.UK.   [2024-07-20]. （原始内容存档于2024-12-16） （英语）.
6. ↑  Duggan, Joe. . inews.co.uk. 2024-06-26  [2024-07-19]. （原始内容存档于2024-09-10） （英语）.
7. ↑  . 自由亞洲電台.   [2024-07-19]. （原始内容存档于2024-09-27）.
8. ↑  《追新聞》記者. . 追新聞. 2024-07-01  [2024-07-19]. （原始内容存档于2024-07-08） （中文（臺灣））.
9. ↑  . reuters.
10. ↑  . 美國之音. 2024-04-25  [2024-07-19]. （原始内容存档于2024-07-05）.
11. ↑  . rfa.   [2024-07-19]. （原始内容存档于2024-07-08）.
12. ↑  . Nikkei Asia.   [2024-07-19]. （原始内容存档于2025-02-10） （英国英语）.
13. ↑  . BBC News 中文. 2024-07-03  [2024-07-19]. （原始内容存档于2024-11-13） （中文（繁體））.
14. ↑  . www.facebook.com.   [2024-07-19].
15. ↑  . www.facebook.com.   [2024-07-19].
16. ↑  . www.facebook.com.   [2024-07-19].